# Комнен Бећировић
Комнен Бећировић (Љевишта, 5. април 1936) српски је књижевник, публициста и новинар из Црне Горе.

## Биографија
Рођен је у месту Љевишта, под самим извором Мораче. Завршио је Гимназију у Никшићу.
Дипломирао 1960. на Филозофском факултету Универзитета у Београду (светска књижевност/француски језик).
Као стипендиста француске владе магистрирао на Европском Универзитетском центру у Нансију где је две године радио као предавач српско-хрватског језика и књижевности на Словенској катедри (уклоњен са те позиције од стране Комисије за културне везе с иностранством из Београда јер наводно није имао њихову сагласност за то место).
Због проблема са Удбом враћа се у Француску где упознаје песнике Жака Превера и Луја Арагона, филозофа Жан-Пол Сартра и отпочиње са њима и другим ауторима (нобеловац Франсоа Моријак, Андре Малро) серију разговора за недељник НИН. Разговор са Моријаком објављен је поводом стогодишњице Моријаковог рођења у Монду од 13-14. октобра 1985.
Основао свесрпски Одбор за обнову ловћенског врха и светилишта. Одбор није успео због распада Југославије и ратова који су уследили (описано у књизи Борба за Ловћен Његошев, 2002).
Објављивао писма из српских светилишта у Монду.
Још 1990. чланком у Монду Justice pour les Serbes (Правда за Србе) започео своје ангажовање за истину о српском народу, посебно за Косово и Метохију. Под притиском Монд убрзо престаје да објављује његове апеле. Објављује у Le Quotidien de Paris, Париски дневник, од 1992-1994, низ чланака којима наставља своју борбу (L’Occident et la rumeur anti-serbe, Запад и антисрпска граја; Yougoslavie: le naufrage de la conscience, Југославија: бродолом савјести; Kosovo: une question de civilisation, Косово: питање цивилизације; La tentation du mal, Искушење зла...).
У руској Правди 13. априла 1993. објављује проглас руском народу под насловом: Русијо, услиши нашу муку!
Le Quotidien de Paris престаје да излази те учествује у оснивању месечника Balkans-Infos који заједно са претплатницима, финансирају оснивачи.
Године 1999. објављује у Фигару 15. марта 1999, девет дана прије бомбардовања Србије и Црне Горе од стране НАТО, проглас под насловом Kosovo: le patrimoine culturel, и поднасловом Des frappes aériennes de l’Otan seraient un crime contre l’humanité et la civilisation, Косово: Културно наслеђе, Ваздушни удари Натоa били би злочин против човјечности и цивилизације. Проглас потписују писац Владимир Волков и византолог Андре Гију.
Данас објављује на сајтовима Митрополије црногорско-приморске, ИН4С, Стање ствари...
Живи и ради у Паризу, а део године проводи у родним Љевиштима.